# متابولیت اولیه
متابولیت اولیه مستقیماً در رشد و متابولیسم درگیر هستند و شامل کربوهیدرات‌ها، لیپیدها، پروتئین‌ها و اسیدهای نوکلئیک می‌شوند. در گیاهان متابولیت‌های اولیه طی فرایند فتوسنتز تولید شده و سپس در ساخت ترکیبات سلول نقش آفرینی می‌کنند. این ترکیبات در حجم زیاد و با ارزش اقتصادی پائین تولید می‌شوند و عمدتاً به عنوان ماده خام صنعت، موادغذایی و افزودنی‌ها کاربرد دارند. روغن‌های گیاهی، اسیدهای چرب (برای ساخت صابون و شوینده‌ها) و کربوهیدرات‌هایی مانند ساکاروز، نشاسته، پکتین و سلولز مثال‌هایی از متابولیت‌های اولیه هستند. قیمت این قبیل ترکیبات به طور میانگین دو دلار در هر کیلو بوده و تولید آنها در حجم انبوه امکان پذیر است. البته برخی از متابولیت‌های اولیه مانند میواینوزیتول و بتاکاروتن گران هستند که علت قیمت بالای آنها، سختی استخراج و تخلیص آنها است.